# Carolyn Beug

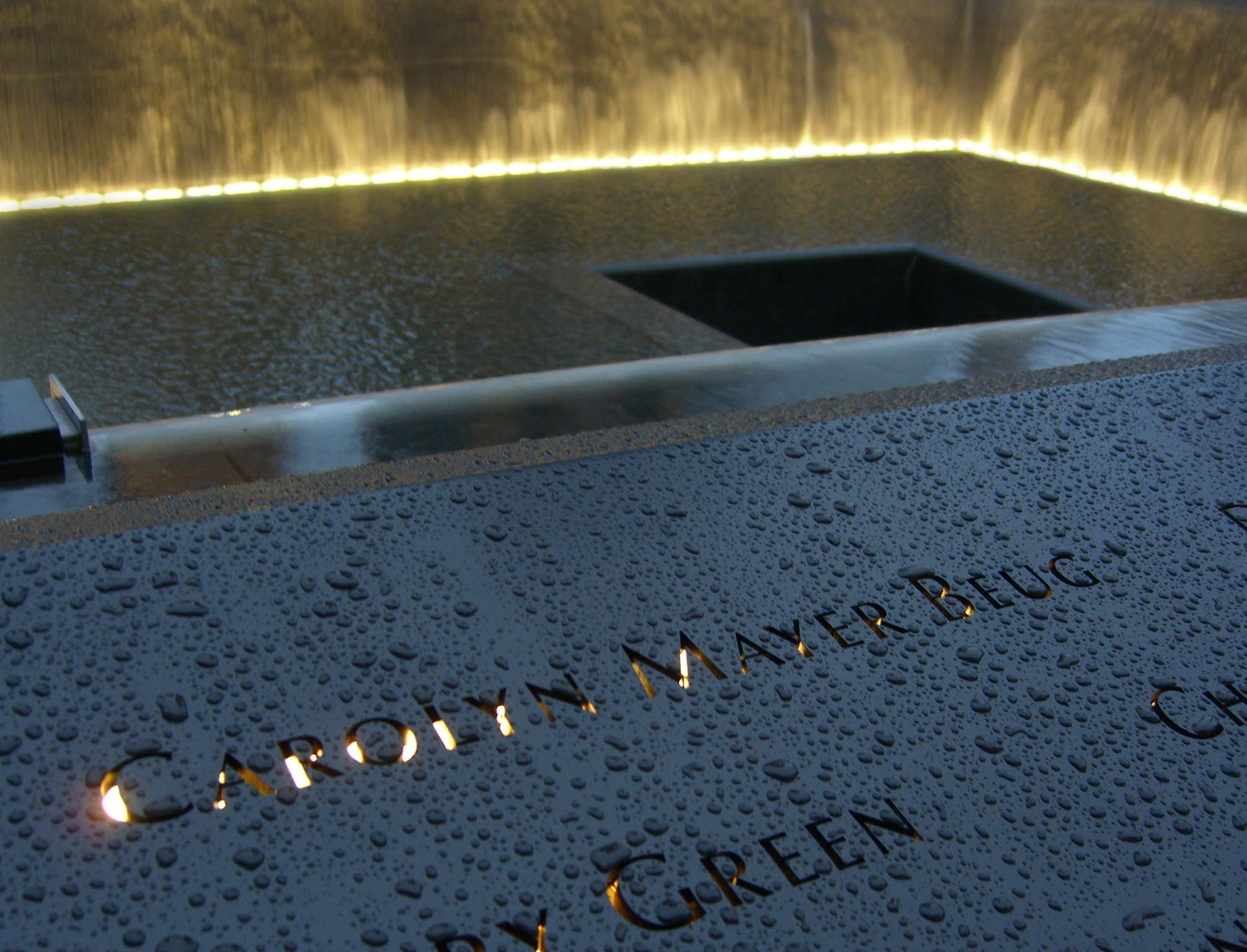
La targa commemorativa della regista al National September 11 Memorial & Museum

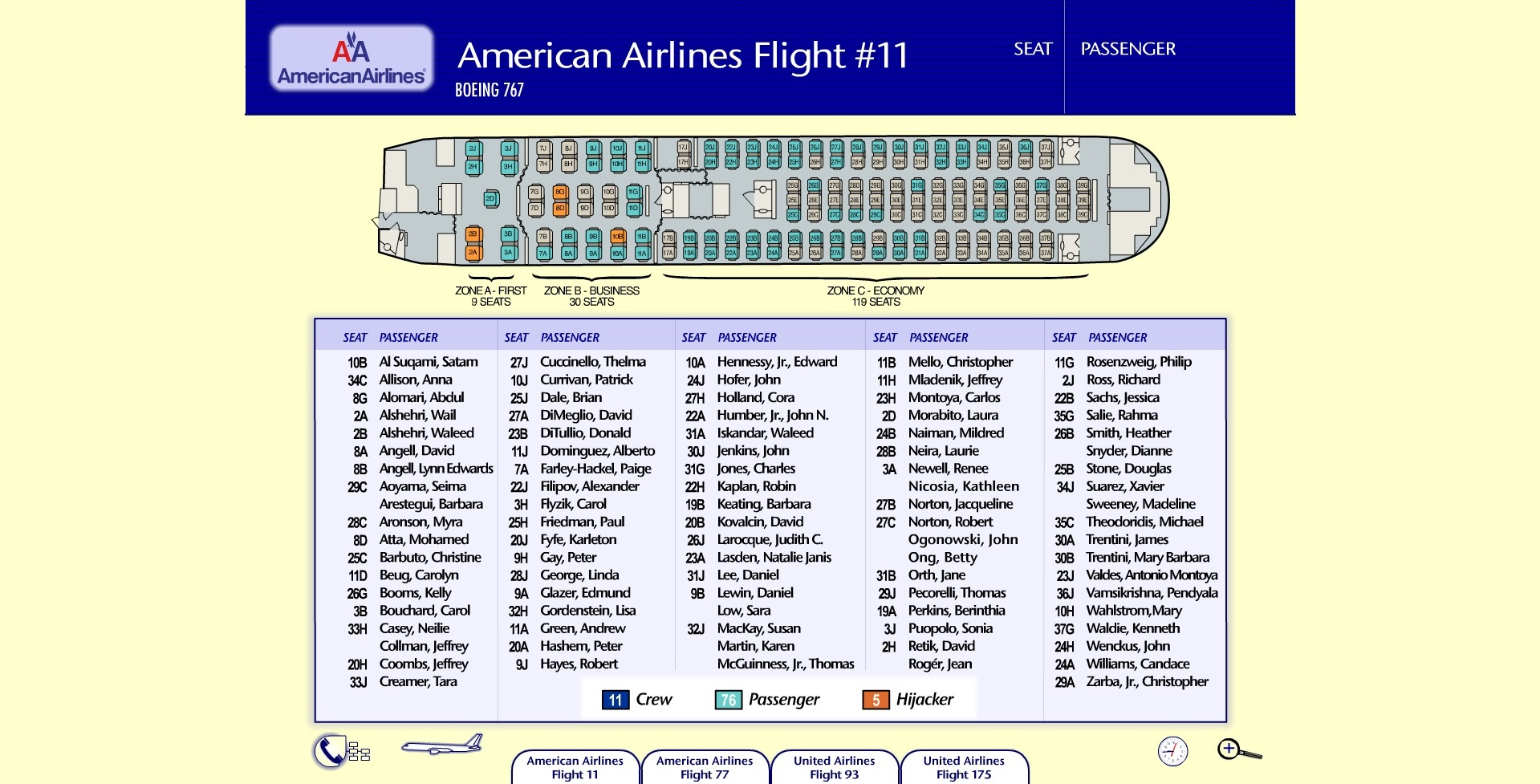
La lista dei passeggeri del volo AA11, tra i quali vi era anche Carolyn

Carolyn Ann Beug (Santa Monica, 11 dicembre 1953 – New York, 11 settembre 2001) è stata una regista statunitense.

## Biografia
Nella sua tristemente breve carriera Carolyn Beug diresse 3 video musicali per il cantante country Dwight Yoakam, Ain't That Lonely Yet, A Thousand Miles from Nowhere e Fast as You.
È nota per aver prodotto e diretto il videoclip della canzone Right Now dei Van Halen, per il quale ottenne anche un MTV Video Music Award.
Ha anche ricoperto il ruolo di vicepresidente della Walt Disney Records.

## Morte
Carolyn Beug stava tornando a casa dopo aver accompagnato le due figlie alla Rhode Island School of Design, e si trovava sul volo American Airlines 11, quando morì tragicamente a soli 48 anni dopo che l'aereo venne dirottato schiantandosi contro la Torre Nord del World Trade Center, durante i disastrosi attentati dell'11 settembre 2001. Morì seduta accanto a sua madre, Mary Alice Wahlstrom, lasciando orfane le due gemelle 18enni Lauren e Lindsey Mayer-Beug, il figlio appena 11enne Nick, e suo marito, John Beug.
Al National September 11 Memorial & Museum, è esposta nella North Pool, sul pannello N-1, la targa commemorativa per la Beug.